# Cecilia Muñoz-Palma

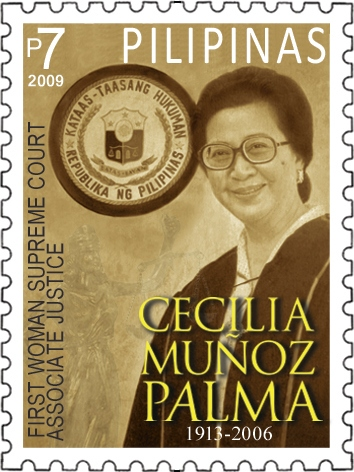
Cecilia Muñoz-Palma

Cecilia Muñoz-Palma' (Bauan, 22 november 1913 – Manilla, 2 januari 2006) was een Filipijns rechter.
Muñoz-Palma werd op 29 oktober 1973 door president Ferdinand Marcos, als eerste vrouw ooit, benoemd als rechter in het Filipijns hooggerechtshof. Hoewel ze werd benoemd door Marcos, waren enkele van haar uitspraken duidelijk ten nadele van het Marcos-regime. Na haar pensionering als rechter werd ze gekozen als lid van het Batasang Pambansa. Na de val van Marcos benoemde diens opvolger Corazon Aquino, haar tot lid van de constitutionele commissie dat het ontwerp voor de Filipijnse Grondwet van 1987 maakte.

## Biografie
Cecilia Muñoz-Palma werd geboren op 22 november 1913 in Bauan in de provincie Batangas. Haar vader was lid van het Filipijns Huis van Afgevaardigden. Ze studeerde rechten aan de University of the Philippines en Yale University in de Verenigde Staten en behaalde de hoogste score bij het toelatingsexamen van de Filipijnse balie in 1937. In 1947 werd ze benoemd als openbaar aanklager van de stad Quezon City. Zeven jaar later volgde een benoeming als rechter bij de regionale rechtbank van Negros Oriental. In beide functies was ze de eerste vrouw die ooit de functie bekleedde. De jaren erna werkte ze als rechter bij regionale rechtbanken in Laguna en Rizal tot ze in 1968 benoemd werd als rechter bij het Hof van beroep. Op 29 oktober 1973 werd ze opnieuw als eerste vrouw ooit benoemd, benoemd als rechter in het Filipijns hooggerechtshof.
Gedurende haar periode in het hooggerechtshof stond ze, samen met Claudio Teehankee bekend om haar afwijkende uitspraken met betrekking tot wetgeving en acties van het Marcos-regime. Al in 1975 liet ze zich sceptisch uit over een referendum, dat volgens haar “ten tijde van een staat van beleg geen verstrekkende betekenis kon hebben door de heersende angst”. Het jaar erop stemde ze tegen wetgeving die Marcos het recht zou geven om zelfstandig amendementen aan de Grondwet toe te voegen.. Ook liet ze later in haar termijn op een ondubbelzinnig manier blijken dat er onder de staat van beleg ontegenzeggelijk sprake was van onderdrukking van rechten en vrijheden en dat er geen sprake was van vrije meningsuiting door het Filipijnse volk.
Op 22 november 1978 bereikte ze de voor rechters verplichtte pensioenleeftijd van 70 jaar. Na haar pensionering werd Muñoz-Palma een van de prominente oppositieleden in de anti-Marcos beweging. Bij de verkiezingen van 1984 werd ze gekozen als lid van het Batasang Pambansa (parlement) als afgevaardigde namens Quezon City. Ze was een tijd lang voorzitter van het National Unification Council, die probeerde om alle oppositiepartijen te verenigen en was een van de personen die Corazon Aquino probeerden over te halen zich verkiesbaar te stellen als kandidaat in de verkiezingsstrijd tegen Ferdinand Marcos.
Na de val van Marcos en de installatie van diens opvolger Corazon Aquino als nieuwe president werd ze door Aquino benoemd als lid van de constitutionele commissie die moest gaan werken aan de nieuwe Filipijnse Grondwet. De leden van de commissie kozen later Muñoz-Palma als hun voorzitter.
Na de ratificatie van de nieuwe Filipijnse Grondwet in 1987 trok Muñoz-Palma zich terug uit het publieke leven. In 1998 was ze echter weer voor even terug toen ze haar steun betuigde aan acteur Joseph Estrada voor zijn kandidatuur voor het presidentschap. Na diens verkiezing tot president benoemde Estrada de toen 85-jarige Muñoz-Palma als voorzitter van het Philippine Charity Sweepstakes Office, een overheidsorgaan dat zich bezighoudt met de inzameling en toekenning van fondsen voor gezondheidsprogramma's, medische assistentie en nationale liefdadigheidsacties. Ze bekleedde deze functie tot 2000.
Cecilia Muñoz-Palma overleed op 92-jarige leeftijd door hartfalen.